# かとうかな子
かとう かな子（かとう かなこ、1986年3月15日 - ）は、日本のモデル、タレント、女優。
三重県出身。カレーラ所属。三重大学 生物資源学部 資源循環学科卒。特技・趣味は、サッカー、フットサル、ゴルフ、水泳、マラソン、テニス、ダイビング、イラスト、水の研究、小物・アクセサリー作り。eco検定（環境社会検定試験）の資格をもつ。スリーサイズは、B80 W60 H87。

## 人物概要
2008年からかな子というタレント名で主にモデルとして芸能活動を始める。
2010年7月からFC東京応援番組・青赤娘（2010年7月 - 2010年12月）としてリポーターを担当。FC東京の選手、スタッフ、サポーターと触れ合ううち、次第に『東京愛』への思いが強くなり、途中から完全なガチサポになる。FC東京のサポーターからも人気があり「かなちゃん」の愛称で親しまれている。2010年、FC東京のJ2降格が決まった京都戦では、ショックで涙が止まらなくなりリポートができずFC東京サポーターから励まされる。
2010年12月をもって応援番組から降板するがFC東京への『東京愛』は消えず、2011年からは、年間チケットを購入しSOCIO会員としてゴール裏からFC東京を応援し続ける。不定期ではあるが植田朝日と共にジェイコムショップ調布駅前店併設の調布FM（83.8MHz）サテライトスタジオにてFC東京のホームゲーム開始2時間前から『TOKYO LA12 RADIO』というFC東京サポーターのためのラジオ番組にも参加する。
2011年は、植田朝日がプロデュースする劇団コラソンの舞台にも積極的に出演。女優としてのフィールドも開拓する。
2011年12月、エクササイズ単行本（モビバン＋DVD付き）『モビバン・ダイエット』にモデルとして出演。
2012年9月、母親の提案からタレント名を"かな子"からかとうかな子に改める。
2012年11月、過去の経験談・実践談ノウハウから表情やポージング・ウォーキングの先生として読者モデルをめざすJS,JCのためのDVD『JS読者モデルレッスンDVD』に出演。
2013年4月、ポッカサッポロフード&ビバレッジ株式会社にて輸入・販売されている天然炭酸水『ゲロルシュタイナー』のCMに出演。自身初となるCM出演で念願の夢が達成。

## 略歴
2008年6月、佐々木希、Shihomiに続くプリンセス候補として全国5427名の中から『プリンセスPINKYオーディション』ファイナリストの12人に選ばれる。
2008年10月、『2009 ミス・インターナショナル ／ ミス・ワールド日本代表選出大会』が京都・国立京都国際会館で行われ、予選大会を勝ち抜いた41名の候補者たちが、着物・水着・ドレス・スピーチ審査でアピール。かな子は、ファイナリストの10名に選ばれた。

## 出演

### テレビ
- Fj（フジテレビ）- リポーター
- FC東京ホットライン （2010年7月-2010年12月 TOKYO MX） - 青赤娘

### CM
- ゲロルシュタイナー （2013年4月- ポッカサッポロ） - 飲み会 篇

　HP「ゲロルシュタイナー」

### 舞台
- THE BANBOO SHOW vol.3（2008年3月25日、目黒食堂） - ゲスト
- サイエンスフィクション（2010年2月9日 - 15日、神楽坂 Die Pratze） - アイ 役
- もしドラ-コラソン版-（2011年8月22日 - 9月26日、Copastic Cafe&BAR 六本木） - クリスチーネ 役
- コラソマニア2 ユルネバ〜ダービー前夜〜（2011年10月29日、Zher the Zoo YOYOGI） - 原ヒロミ 役
- 新☆先輩かっけーっす！（2011年11月14日 - 12月12日、Copastic Cafe&BAR 六本木）

### 書籍
- 3つの輪で お腹ぺったんこ、脚すっきり モビバン・ダイエット 藤倉修一／監修（光文社・2011.12.20／￥1,680税込み）- モデル

　youtube「モビバン・ダイエット」
　facebook「モビバン・ダイエット」
　twitter「モビバン・ダイエット@mobibandiet」

### DVD
- JS読者モデルレッスンDVD vol.1 雑誌撮影会に出よう！（DefSTAR RECORDS・2012.11.21／¥2,980税込）- 進行・指導

　youtube「JS読者モデル♡レッスンDVD プロモーションビデオ」
　HP「Defster Records.lnc.」
- JS読者モデルレッスンDVD vol.2 読者モデルを目指そう！（DefSTAR RECORDS・2013.2.22／¥2,980税込）- 進行・指導

　youtube「JS読者モデル♡レッスンDVD Vol.2」
　HP「Sony Music Entertainment (Japan) Inc.」

### ラジオ
- TOKYO LA12 RADIO 調布FM（83.8MHz） - 準レギュラーMC

### イベント
- 東京コレクション
- 神戸コレクション
- gouk.
- 大阪ライフスタイルコレクション
- LONDON PEPEJEANS

### Web
- かな子日記  - official Blog
- Kanako Kato  - facebook
- かな子@kanakochan12  - twitter
- かとうかな子@KatoKanako0315  - twitter
- TOKYO12  - かな子の青赤ライフ  - コラム連載中
- Honda GOLF  - コラム連載中
- えこKANA工房  - 趣味で作った小物を気まぐれ出展

## 受賞歴
- 2009 ミス・インターナショナル ／ ミス・ワールド日本代表選出大会 ファイナリスト